# Zwabitz

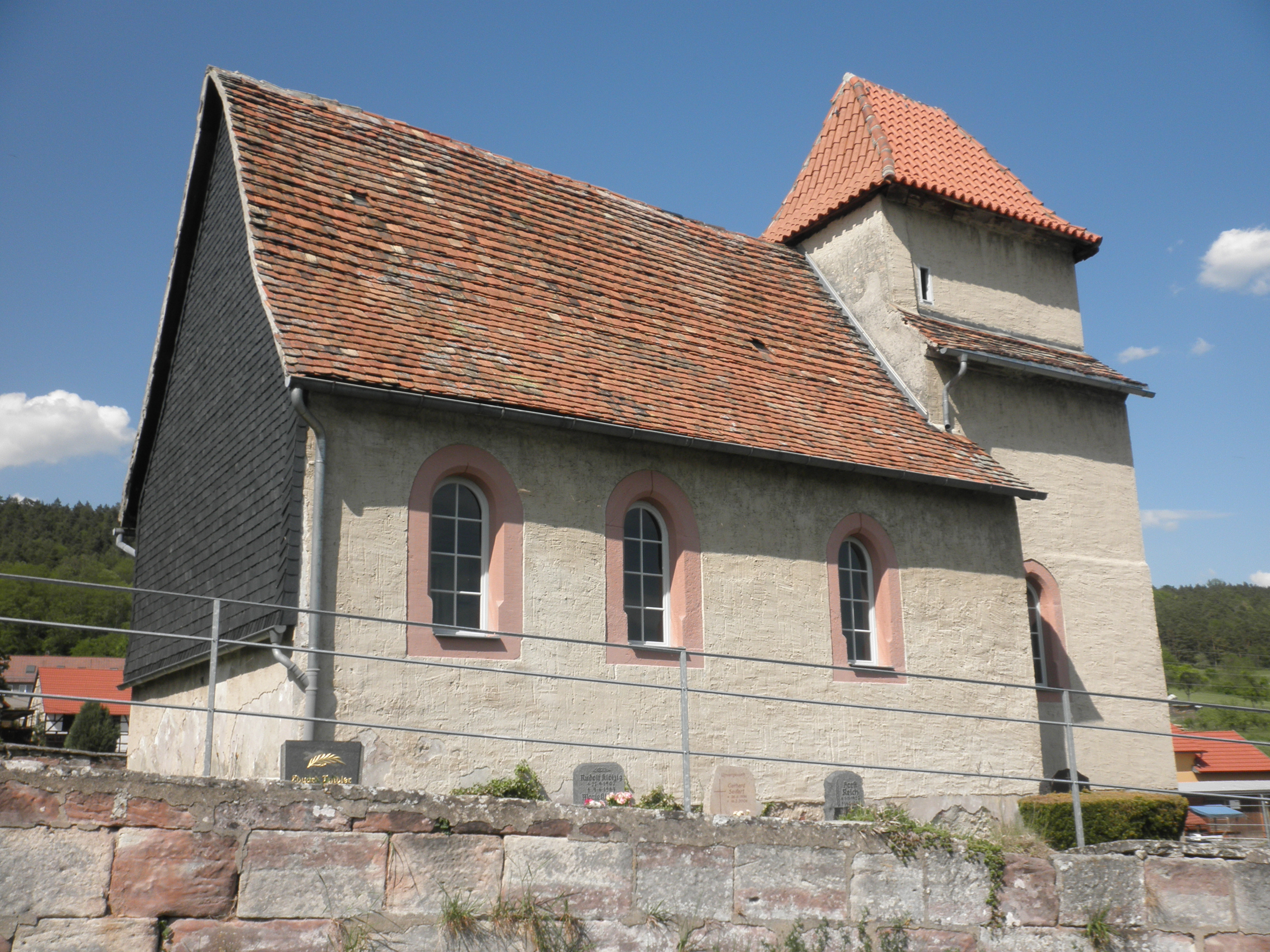
Kirche St. Petrus

Zwabitz ist ein Ortsteil von Bibra im Saale-Holzland-Kreis in Thüringen.

## Geografie
Zwabitz liegt westlich von Kahla auf einer etagenartig erhöhten, südlich leicht geneigten Hangfläche der Saale-Ilm-Kalksteinplatte. Das Dorf ist über Kreisstraßen an die Bundesstraße 88 verkehrsmäßig angeschlossen. Der bewaldete Hornberg begrenzt nördlich die Feldmark.

## Geschichte
Das Dorf wurde 1221 urkundlich erstmals genannt.
Das landwirtschaftlich geprägte Dorf unterlag auch der Entwicklung der Landwirtschaft in SBZ und DDR. Nach der Wiedervereinigung beider deutschen Staaten schlossen sich die Bauern der Agrargenossenschaft Reinstädter Grund e.G. an.